# Negombo tenuistellata
Negombo tenuistellata är en svampdjursart som beskrevs av Arthur Dendy 1905. Negombo tenuistellata ingår i släktet Negombo och familjen Heteroxyidae.
Artens utbredningsområde är Sri Lanka. Inga underarter finns listade i Catalogue of Life.